# Juana Francés
Juana Francés (Alicante, 1924-Madrid, 1990) fue una pintora española. De fama internacional, sus obras fueron expuestas en Londres, Venecia y Nueva York como una de las artistas españolas de vanguardia más importantes del siglo XX.
Como cofundadora del Grupo El Paso, creado en 1957, participó de la configuración y definición de la vanguardia española de posguerra. Sus obras destacan dentro de la corriente informalista con una pintura matérica muy radical y expresiva, aunque nunca dejó de explorar otros caminos pictóricos de expresión adelantándose a la nueva figuración con obras impregnadas de crítica social.

## Biografía
Inicia sus estudios en la Escuela de Bellas Artes de San Fernando de Madrid y viaja más tarde a París con una beca del gobierno francés donde termina su formación. En los años 1954, 1960 y 1964 representa a España en la Bienal de Venecia. En 1956 conoce al escultor Pablo Serrano con el que desde entonces convive y con el que más tarde contraerá matrimonio. En 1957 funda junto a Pablo Serrano, Antonio Saura y Manolo Millares, entre otros, el Grupo El Paso, siendo la única mujer del colectivo y por tanto un caso paradigmático en el arte contemporáneo español de vanguardia dominado casi en exclusiva por hombres. En 1960 forma parte de la exposición Before Picasso, after Miró en el Solomon R. Guggenheim Museum de Nueva York; en 1961 en el Palais de Beaux-Arts de Bruselas, y en 1962 en la Tate Gallery de Londres en la exposición titulada Modern Spanish Painting. Estos datos evidencian que es prácticamente la única artista española que expone en el extranjero en ese período.
Navega indistintamente entre la abstracción y la figuración, entendiéndose ambos conceptos no de manera antitética sino complementaria, y como opciones diferenciadas de planteamientos que tienen mucho en común. Pues «la abstracción y la figuración, en sí mismas no comportan una tendencia, una idea, ni una actitud, sino un medio, un vehículo, y una forma de desarrollar una tendencia». Así que en cada etapa, se acercaría al lenguaje que más le satisficiera para materializar sus intereses e ideas.
La obra de Juana Francés es siempre muy personal y reconocible. En algunos períodos creativos, sus obras revelan una postura crítica que arremete de manera simbólica contra ciertos aspectos del sistema social imperante. La primera etapa entre 1950 y 1953 se caracteriza por la presencia de una figuración hierática geometrizante, con temas de corte muy tradicional. Posteriormente, en 1956 comienza a experimentar con la abstracción. En 1957 tras la fundación de El Paso, comienza una etapa adscrita al informalismo matérico.
En los primeros sesenta, se insinúa en su obra una paulatina vuelta a la figuración que desemboca más adelante en la serie El hombre y la ciudad, momento de crítica, y pesimismo existencial en la que utiliza objetos relacionados con una determinada visión del hombre como sujeto esclavizado envuelto en el falso progreso deshumanizador. Esta visión evoluciona posteriormente en la serie Torres-Participación y más tarde en la serie Estructuras, hasta 1979. A partir de la década de los ochenta retorna a una abstracción de gran lirismo, plena de color y vitalidad, con referencias a paisajes, fondos submarinos, cometas, etc. Un aspecto relevante a destacar en esta trayectoria son los períodos de transición entre una etapa y otra que denotan rastreos, toma de decisiones y que anuncian los cambios que después se desarrollarán en diferentes series.
Su obra se ha expuesto por los museos más importantes de América y Europa como el Museo de Arte Moderno de la Villa de Paris, la Fundación Calouste Gulbenkian de Lisboa, la Brown University de Providence, Rhode Island, la Tate Gallery de Londres o el Museo Guggenheim de Nueva York. La colección de Amos Cahan posee en su catálogo una de sus obras.
La colección Juana Francés del IAACC Pablo Serrano cuenta con más de 150 obras entre pintura, dibujo, obra gráfica y escultura. A partir de 2023, la cuarta planta de dicho museo albergará una colección permanente de la artista en señal de reconocimiento.
A su muerte, quiso que el volumen total de su obra fuera conservado en colecciones públicas de las cuatro ciudades españolas con las que había tenido algún vínculo emocional: Zaragoza (IAACC Pablo Serrano), Alicante (MACA), Valencia (IVAM) y Madrid (Museo Nacional Centro de Arte Reina Sofía).